# Reducción (música)

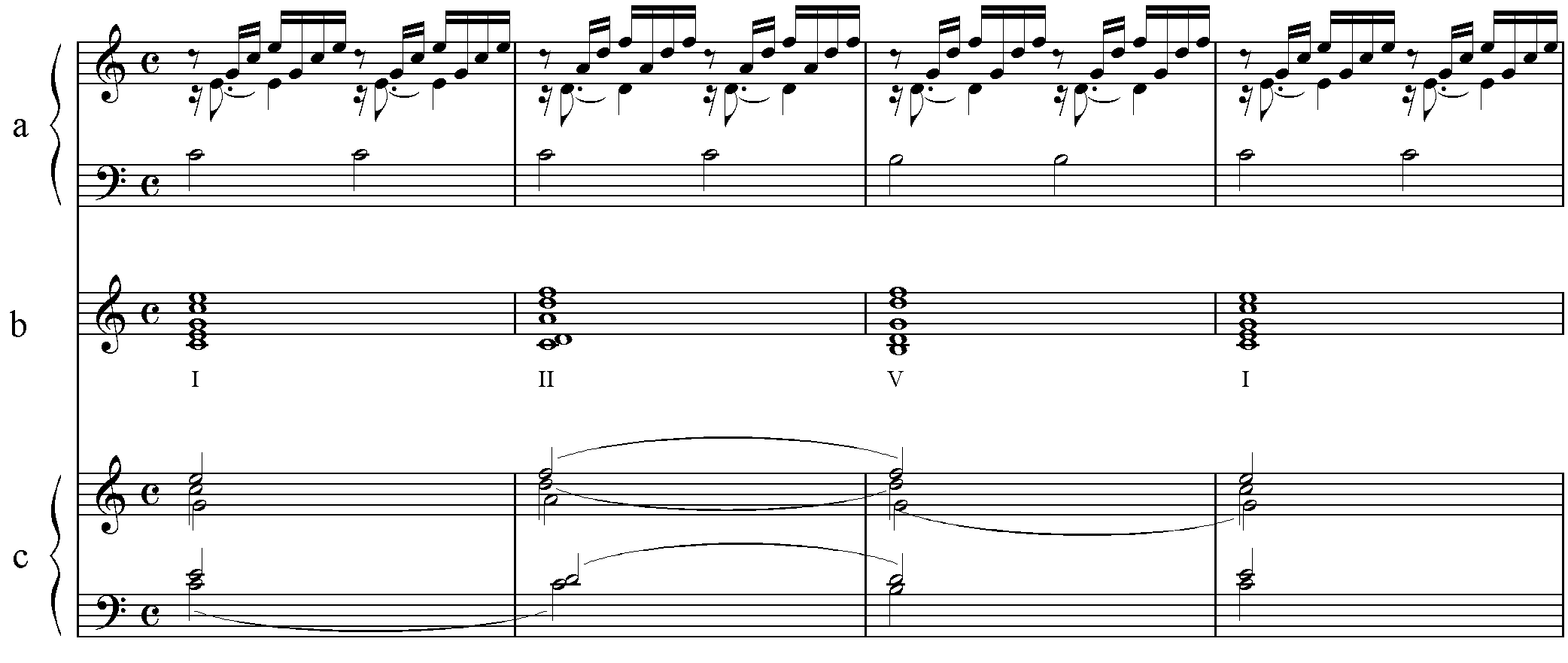
(a) Primeros cuatro compases del Preludio en do mayor BWV 846a de J. S. Bach
(b) reducción en bloques de acordes y
(c) reducción para voz principal que facilitan el análisis y la práctica.

Una reducción en música es el proceso de arreglo o transcripción, así como el resultado de reescribir una composición que había sido originalmente pensada y compuesta para un conjunto amplio, normalmente de instrumentos y más raramente de voces, para un grupo más reducido o bien para un solo instrumento.

## Historia
Ya en el siglo XVI se encuentran muestras de composiciones polifónicas, originalmente escritas a cuatro o cinco voces, ya sean vocales o instrumentales, reducidas para un instrumento polifónico de teclado o bien de la familia del laúd o de la vihuela.
En la segunda mitad del siglo XVIII, durante el  Clasicismo se pusieron muy en boga las reducciones para piano de obras orquestales, principalmente sinfonías que habían disfrutado de cierta notoriedad en la sala de conciertos, dado que de esta manera aquellos que habían disfrutado en el concierto podían continuar gozando en sus domicilios. Puede dar idea de la magnitud del fenómeno que, de las sinfonías de Carles Baguer se han conservado más copias manuscritas de su tiempo en reducción pianística que en el formato original orquestal.
Paralelamente, se popularizaron las reducciones de las partes orquestales de las arias de ópera que triunfaban en los teatros, con unos objetivos muy similares, de modo que se interpretaban para canto y piano. En Viena por los mismos años se habían popularizado las reducciones de los fragmentos operísticos más exitosos para grupos de instrumentos de viento (las Harmoniemusik) que en ocasiones los interpretaban por las calles.
La moda de las reducciones pianísticas de sinfonías y otras piezas del repertorio orquestal se mantuvo durante buena parte del siglo XIX. En el momento en que esta técnica se pone en manos de grandes compositores como por ejemplo Franz Liszt que hizo reducciones para piano de muchas arias operísticas, y de las sinfonías de Beethoven, entre otros, el arte y la técnica de la reducción adquirieron otra dimensión.
Aún en las primeras décadas del siglo XX Arnold Schönberg llevó a cabo interesantes reducciones que se cuentan entre las pocas que se mantienen como repertorio concertístico. 

## Descripción
Este proceso suele conllevar un cambio importante de formato y, por consiguiente, también en ocasiones de género musical. Con independencia de que ésta pueda ser o no la razón principal de una determinada reducción, esta siempre conlleva un ahorro de medios en los recursos necesarios para ejecutar una pieza. Por tanto, la reducción siempre acaba multiplicando las posibilidades de hacer sonar la obra y aumenta al menos potencialmente, su difusión.
Aunque el mundo del concierto en general tiende a no emplear las reducciones, a excepción de aquellos casos en que estas sobresalen por ellas mismas, sí que la reducción -en especial la pianística- sigue teniendo un lugar importante en el mundo de la pedagogía musical y en el de la ópera ya que sirve para los múltiples ensayos parciales que requiere la puesta en escena de una ópera.

## Tipos

### Reducción orquestal
Una reducción orquestal es una partitura de una obra originalmente escrita para orquesta sinfónica completa (como una sinfonía, una obertura o una ópera), adaptada para un solo instrumento (normalmente piano u órgano), una orquesta más pequeña o un conjunto de cámara con o sin teclado (por ejemplo, un cuarteto de cuerda). 
Durante los ensayos de una ópera, un répétiteur (pianista) suele leer de una reducción para piano de la ópera. Cuando un coro aprende una obra para coro y orquesta completa, los ensayos iniciales suelen realizarse con un pianista que interpreta una reducción para piano de la parte orquestal. Antes de la llegada del fonógrafo, los arreglos de obras orquestales para piano solo o piano a cuatro manos eran de uso común para disfrutar en casa.
Una reducción para una orquesta más pequeña o un conjunto de cámara puede utilizarse cuando no se dispone de suficientes músicos, cuando un local es demasiado pequeño para albergar a la orquesta completa, para acompañar a voces menos potentes o para ahorrar dinero contratando a menos músicos.

### Reducción para piano
Una reducción para piano o transcripción pianística es una partitura para piano comprimida y/o simplificada para que quepa en un pentagrama de dos líneas y pueda tocarse en el piano. También se considera un estilo de orquestación o arreglo musical menos conocido como partitura de contracción, un subconjunto de la "partitura elástica" o "elastic scoring".
En palabras de Arnold Schoenberg, una reducción para piano "sólo debe ser como la visión de una escultura desde un único punto de vista", y aconseja ignorar en gran medida el timbre y el grosor, ya que "el intento de hacer un objeto útil igualmente utilizable para una variedad de propósitos suele ser la forma de estropearlo por completo".
Un ejemplo de los más notables son las transcripciones de Franz Liszt para piano solo de las sinfonías de Ludwig van Beethoven.
Seguidamente se pueden observar unos ejemplos de reducciones para piano realizadas por compositores como Carl Czerny o Franz Liszt del "Lacrimosa" perteneciente al Requiem de Wolfgang Amadeus Mozart.